# 今夜就这样
《今夜就这样》（日语： Konya konomama */?）是日本創作歌手爱缪的第6张单曲，於2018年11月14日发售。

## 简介
距前作《金盞花》时隔三个月，本作主打曲《今夜就这样》是爱缪为新垣结衣与松田龙平主演的日本電視台週三連續劇《无法成为野兽的我们》所写的主题曲。
唱片B面收录了2018年10月7日爱缪在东京上野恩赐公园举行弹唱演唱会“爱缪×涉谷La.mama 共同企画‘弹唱-330-vol.6’”时演唱的歌曲《猫》（爱缪提供给DISH//的歌曲）和《风的细语》（收录于爱缪第一张专辑《青春的悸动》）两首歌曲。
本作的MV在10月24日公开，与前作相同依然由山田智和导演，MV拍摄自爱缪乘船漂浮在东京市内河流中的场景。
《今夜就这样》首次在电视节目中演唱是在11月9日朝日电视台《MUSIC STATION》节目。

## 收录
| 曲序 | 曲目                                                     | 编曲               | 备注                                         | 时长 |
| ---- | -------------------------------------------------------- | ------------------ | -------------------------------------------- | ---- |
| 1.   | （今夜就这样）                                           | 近藤隆志、田中祐介 | 日本电视台电视剧《无法成为野兽的我们》主题歌 | 3:57 |
| 2.   | （猫 （2018.10.7 Live at 上野恩赐公园 野外舞台））       |                    |                                              | 4:38 |
| 3.   | （风的细语 （2018.10.7 Live at 上野恩赐公园 野外舞台）） |                    |                                              | 4:24 |
| 4.   | （今夜就这样（伴奏））                                   |                    |                                              | 3:57 |

## 反响
《今夜就这样》发售的第二周就来到了Billboard Japan流媒体歌曲排行榜第1位，截止2019年1月7日付的榜单中，本作已连续9周排名该榜单第1位。此外在2018年12月10日开始统计的Oricon公信榜流媒体周榜中本作连续三周占据第1位。除流媒体以外，在Oricon配信下载统计中本作的累计下载量超过10万，CD销售9806张。
借着爱缪在年轻世代群体中的高人气，《今夜就这样》迅速在年轻人占据主流的流媒体平台获得成功，也一并带动了爱缪其他的热门歌曲排位上升，进而又使歌手本身的人气再一步提高。在11月14日CD发售的同一天，爱缪参加了第69回NHK紅白歌合戰出场歌手发表的记者会，出道3年即登上红白，引起了更广泛的关注。